# Hugo II van Lusignan
Hugo II van Lusignan bijgenaamd de Grote (overleden in 967) was tot aan zijn dood in 967 heer van Lusignan. Hij behoorde tot het huis Lusignan.

## Levensloop
Hugo II was de zoon van heer Hugo I van Lusignan, de stamvader van het huis Lusignan. Hij was de tweede heer van Lusignan. Volgens de kroniek van de Abdij van Saint-Maxent, bouwde hij de burcht van Lusignan, die in 1009 voor het eerst in oorkonden vermeld werd.
Na zijn overlijden in 967 werd hij als heer van Lusignan opgevolgd door zijn zoon Hugo III (overleden in 1012), bijgenaamd de Wijze. Hij had ook nog een tweede zoon, Joschelin (overleden in 1015), die heer van Parthenay en Vivonne was. Nadat Joschelin kinderloos overleed, werd Vivonne toegewezen aan heer Hugo IV van Lusignan. 